# Atilia praeceps
Atilia praeceps là một loài ruồi trong họ Tachinidae.